# Joachim Schlömer
Joachim Schlömer (* 1962 in Monheim am Rhein) ist ein deutscher Tänzer, Choreograf und Regisseur.

## Werdegang
Schlömer studierte zunächst Architektur, ging dann aber an die Folkwang-Hochschule in Essen und machte eine Ausbildung zum Tänzer und Choreografen.
Sein erstes Engagement erhielt er an der Opéra de la Monnaie in Brüssel bei der Mark Morris Dance Group. Danach gründete er ein eigenes Ensemble, die Compagnie Josch, mit der er auch in London, Antwerpen und Lissabon erfolgreich auftrat. Weitere Stationen waren die Tanztheater verschiedener Städte. 1991 wurde er Ballettdirektor in Ulm, 1994 Direktor des Tanztheaters am Nationaltheater Weimar, 1996 Direktor des Tanztheaters am Theater Basel.
Er choreografierte außerdem für bekannte Tanzkompanien wie Mikhail Baryshnikovs White Oak Dance Project.
Joachim Schlömer sucht stark die synergetischen Effekte. So arbeitet er auch als Opern- und Schauspielregisseur. Seit 2001 ist er als freischaffender Regisseur tätig, so z. B. für die Salzburger Festspiele, das Wiener Burgtheater, die Staatsoper Stuttgart, das Theater Basel, die Staatsoper Hannover, das Nationaltheater Mannheim, die Schwetzinger SWR Festspiele, das Festival Steirischer Herbst und die Wiener Festwochen.
Joachim Schlömer gründete mit David Finn das Fischhouse, eine Performancegruppe in San Francisco, und mit Graham Smith in Lissabon Dogs, eine Zweimannkompanie, die in Europa auf Tournee ging.
Er hatte bis August 2006 eine Gastprofessur an der Universität Gießen an der Fakultät für Angewandte Theaterwissenschaften und hält häufig Vorträge über seine Arbeit an Universitäten und Kongressen.
Ab der Spielzeit 2006/2007 betreut Schlömer Kooperationsprojekte zwischen dem Freiburger und dem Heidelberger Stadttheater, die ein Zusammenwirken von freier Tanzszene und institutionalisiertem Theater zum Ziel haben.
Im September 2009 übernahm Joachim Schlömer die künstlerische Leitung des Festspielhauses St. Pölten, welches er mit Ende der Spielzeit 2013 verließ.

## Werke (Auswahl)
- rheingold
- die nervenwaage
- the day i go to the body
- elektra
- speed, neither/nor
- Tango la Queen

## Bücher
- senza fine, Edition Braus 2004

## Filme
- the platform, Experimentalfilm zum Thema Beweglichkeit
- electric boy, Tanzspielfilm

## Auszeichnungen
- Deutscher Kritikerpreis (1996)
- Dr.-Otto-Kasten-Preis (1995)